# Prunay-Cassereau
Pour les articles homonymes, voir Prunay.
Prunay-Cassereau est une commune française située dans le département de Loir-et-Cher, en région Centre-Val de Loire.
Localisée au nord-ouest du département, la commune fait partie de la petite région agricole « la Gâtine tourangelle », constituée de plateaux séparés par des vallées souvent étroites. Elle est drainée par la Fontaine de Sasnières et par divers petits cours d'eau.
L'occupation des sols est marquée par l'importance des espaces agricoles et naturels qui occupent la quasi-totalité du territoire communal. Aucun espace naturel présentant un intérêt patrimonial n'est toutefois recensé sur la commune dans l'inventaire national du patrimoine naturel. En 2010, l'orientation technico-économique de l'agriculture sur la commune est la culture des céréales et des oléoprotéagineux. À l'instar du département qui a vu disparaître le quart de ses exploitations en dix ans, le nombre d'exploitations agricoles a fortement diminué, passant de 34 en 1988, à 28 en 2000, puis à 26 en 2010.
Ses habitants s'appellent les Prunaisiennes et les Prunaisiens.
Le patrimoine architectural de la commune comprend un bâtiment porté à l'inventaire des monuments historiques : l'église Saint-Jean-Baptiste de Prunay-Cassereau.

## Géographie

### Localisation et communes limitrophes
La commune de Prunay-Cassereau se trouve au nord-ouest du département de Loir-et-Cher, dans la petite région agricole de la Gâtine tourangelle,. À vol d'oiseau, elle se situe à 32,4 km  de Blois, préfecture du département, à 15,3 km de Vendôme, sous-préfecture, et à 7,9 km de Montoire-sur-le-Loir, chef-lieu du canton de Montoire-sur-le-Loir dont dépend la commune depuis 2015. La commune fait en outre partie du bassin de vie de Montoire-sur-le-Loir.
Les communes les plus proches sont : Sasnières (3 km), Ambloy (3,8 km), Saint-Arnoult (4,2 km), Villechauve (5,1 km), Authon (5,9 km), Lavardin (5,9 km), Houssay (6,4 km), Saint-Amand-Longpré (7 km)  et Huisseau-en-Beauce (7,1 km).
| Saint-Arnoult            | Sasnières        | Ambloy              |
| Monthodon Indre-et-Loire | Prunay-Cassereau |                     |
| Authon                   |                  | Saint-Amand-Longpré |

### Paysages et relief
Dans le cadre de la Convention européenne du paysage, adoptée le 20 octobre 2000 et entrée en vigueur en France le 1er juillet 2006, un atlas des paysages de Loir-et-Cher a été élaboré en 2010 par le CAUE de Loir-et-Cher, en collaboration avec la DIREN Centre (devenue DREAL en 2011), partenaire financier. Les paysages du département s'organisent ainsi en huit grands ensembles et 25 unités de paysage,. La commune fait partie de l'unité de paysage des « confins de la Gâtine Tourangelle et du Loir », au sein de l'ensemble de paysage « les confins de la Touraine».
Les confins de la Gâtine Tourangelle et du Loir sont constitués par un relief de plateau sillonné de vallées. Des petites rivières creusent le calcaire sous-jacent et font apparaître des coteaux alternativement raides et boisés ou souples et cultivés. Cette morphologie contrastée produit des paysages complexes, étroitement liés au relief et à l'eau : les éléments constitutifs du paysage - l'agriculture, les boisements, les villes et les villages – s'adaptent précisément aux conditions diversifiées des milieux et apportent toute leur richesse aux confins nords de la Gâtine : zones humides, coteaux calcaires pentus, langues de terres aplanies, souples sommets de pentes.
L'altitude du territoire communal varie de 99 mètres à 154 mètres,.

### Hydrographie

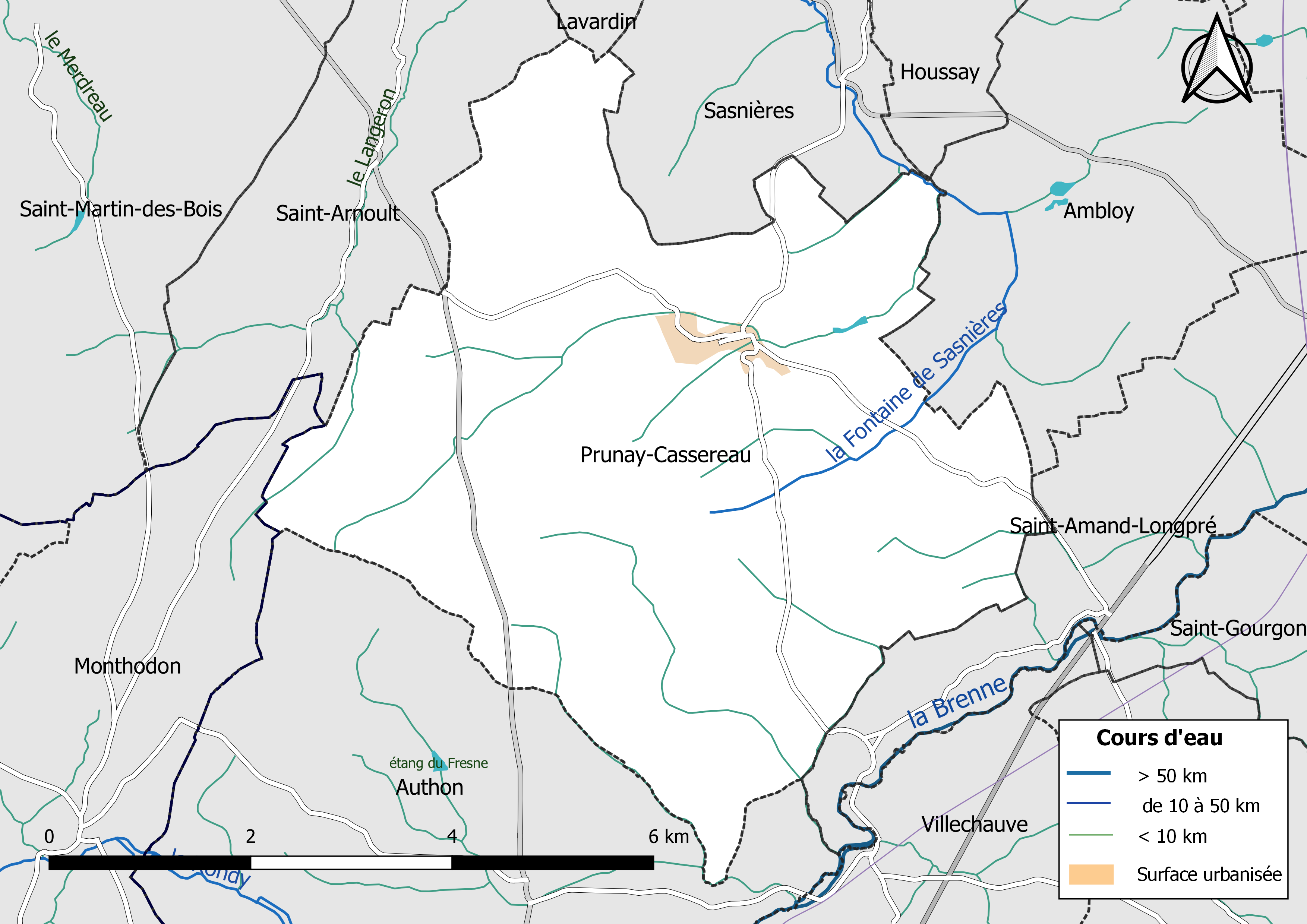
Réseau hydrographique de Prunay-Cassereau.

La commune est drainée par la Fontaine de Sasnières (2,915 km) et par divers petits cours d'eau, constituant un réseau hydrographique de 30,26 km de longueur totale.
La Fontaine de Sasnières traverse la commune du sud-est vers le nord-ouest. D'une longueur totale de 16,3 km, elle prend sa source dans la commune de Prunay-Cassereau (Loir-et-Cher) et se jette  dans le Loir à Saint-Rimay (Loir-et-Cher), après avoir traversé 5 communes. 
Sur le plan piscicole, ce cours d'eau est classé en deuxième catégorie, où le peuplement piscicole dominant est constitué de poissons blancs (cyprinidés) et de carnassiers (brochet, sandre et perche).

### Climat
Pour des articles plus généraux, voir Climat du Centre-Val de Loire et Climat de Loir-et-Cher.
En 2010, le climat de la commune est de type climat océanique dégradé des plaines du Centre et du Nord, selon une étude du CNRS s'appuyant sur une série de données couvrant la période 1971-2000. En 2020, Météo-France publie une typologie des climats de la France métropolitaine dans laquelle la commune est exposée à un climat océanique altéré et est dans la région climatique Moyenne vallée de la Loire, caractérisée par une bonne insolation (1 850 h/an) et un été peu pluvieux.
Pour la période 1971-2000, la température annuelle moyenne est de 10,9 °C, avec une amplitude thermique annuelle de 14,7 °C. Le cumul annuel moyen de précipitations est de 693 mm, avec 11,4 jours de précipitations en janvier et 7,1 jours en juillet. Pour la période 1991-2020, la température moyenne annuelle observée sur la station météorologique de Météo-France la plus proche, sur la commune de Saunay à 11 km à vol d'oiseau, est de 12,0 °C et le cumul annuel moyen de précipitations est de 657,3 mm,. Pour l'avenir, les paramètres climatiques de la commune estimés pour 2050 selon différents scénarios d'émission de gaz à effet de serre sont consultables sur un site dédié publié par Météo-France en novembre 2022.

### Milieux naturels et biodiversité
Aucun espace naturel présentant un intérêt patrimonial n'est recensé sur la commune dans l'inventaire national du patrimoine naturel,,.

## Urbanisme

### Typologie
Au 1er janvier 2024, Prunay-Cassereau est catégorisée commune rurale à habitat dispersé, selon la nouvelle grille communale de densité à sept niveaux définie par l'Insee en 2022.
Elle est située hors unité urbaine. Par ailleurs la commune fait partie de l'aire d'attraction de Vendôme, dont elle est une commune de la couronne,. Cette aire, qui regroupe 57 communes, est catégorisée dans les aires de moins de 50 000 habitants,.

### Occupation des sols
L'occupation des sols est marquée par l'importance des espaces agricoles et naturels (98,8 %). La répartition détaillée ressortant de la base de données européenne d'occupation biophysique des sols Corine Land Cover millésimée 2012 est la suivante : 
terres arables (81,4 %), 
zones agricoles hétérogènes (1,6 %), 

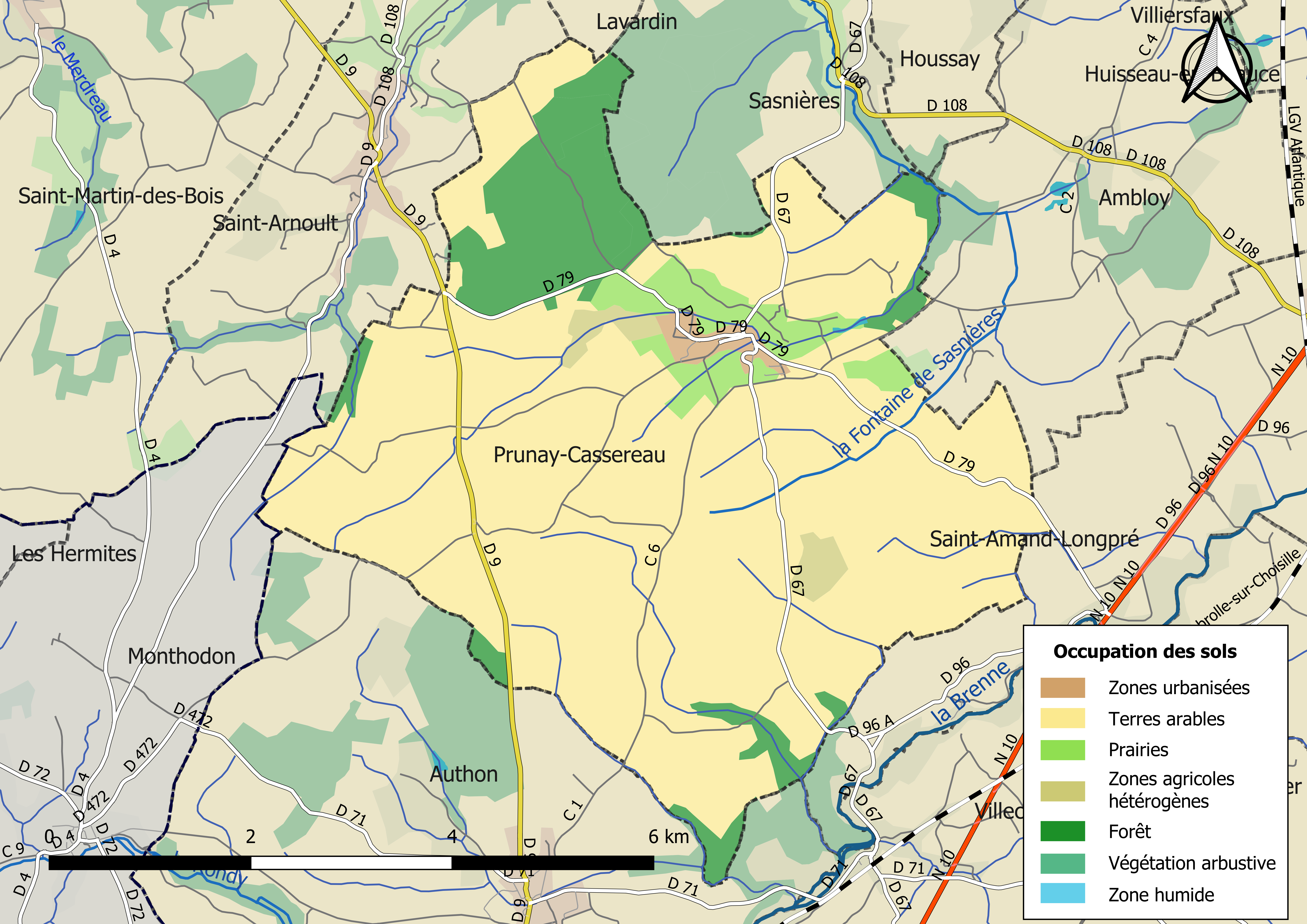
Carte des infrastructures et de l'occupation des sols de la commune en 2018 (CLC).

prairies (3,5 %), 
forêts (12,3 %), 
zones urbanisées (1,2 %).

### Planification
La loi SRU du 13 décembre 2000 a incité fortement les communes à se regrouper au sein d'un établissement public, pour déterminer les partis d'aménagement de l'espace au sein d'un SCoT, un document essentiel d'orientation stratégique des politiques publiques à une grande échelle. La commune est dans le territoire du  SCOT des Territoires du Grand Vendômois, approuvé en 2006 et dont la révision a été prescrite en 2017, pour tenir compte de l'élargissement de périmètre,.
En matière de planification, la commune disposait en 2017 d'une carte communale approuvée, un plan local d'urbanisme était en élaboration. Par ailleurs, à la suite de la loi ALUR (loi pour l'accès au logement et un urbanisme rénové) de mars 2014, un plan local d'urbanisme intercommunal couvrant le territoire de la communauté d'agglomération Territoires Vendômois a été prescrit le 14 décembre 2015.

### Habitat et logement
Le tableau ci-dessous présente la typologie des logements à Prunay-Cassereau en 2016 en comparaison avec celle du Loir-et-Cher et de la France entière. Une caractéristique marquante du parc de logements est ainsi une proportion de résidences secondaires et logements occasionnels (13,2 %) inférieure à celle du département (18 %) mais supérieure à celle de la France entière (9,6 %). Concernant le statut d'occupation de ces logements, 84,5 % des habitants de la commune sont propriétaires de leur logement (82,9 % en 2011), contre 68,1 % pour le Loir-et-Cher et 57,6 pour la France entière.
|                                                         | Prunay-Cassereau | Loir-et-Cher | France entière |
| ------------------------------------------------------- | ---------------- | ------------ | -------------- |
| Résidences principales (en %)                           | 76,0             | 74,5         | 82,3           |
| Résidences secondaires et logements occasionnels (en %) | 13,2             | 18           | 9,6            |
| Logements vacants (en %)                                | 10,8             | 7,5          | 8,1            |

### Risques majeurs
Le territoire communal de Prunay-Cassereau est vulnérable à différents aléas naturels :  climatiques (hiver exceptionnel ou canicule), mouvements de terrains ou sismique (sismicité très faible). 
Il est également exposé à un risque technologique :  le transport de matières dangereuses,.

#### Risques naturels
Les mouvements de terrains susceptibles de se produire sur la commune sont soit des mouvements liés au retrait-gonflement des argiles, soit des chutes de blocs, soit des effondrements liés à des cavités souterraines.  Le phénomène de retrait-gonflement des argiles est la conséquence d'un changement d'humidité des sols argileux. Les argiles sont capables de fixer l'eau disponible mais aussi de la perdre en se rétractant en cas de sécheresse. Ce phénomène peut provoquer des dégâts très importants sur les constructions (fissures, déformations des ouvertures) pouvant rendre inhabitables certains locaux. La carte de zonage de cet aléa peut être consultée sur le site de l'observatoire national des risques naturels Georisques. Une autre carte permet de prendre connaissance des cavités souterraines localisées sur la commune.

#### Risques technologiques
Le risque de transport de marchandises dangereuses sur la commune est lié à sa traversée par une canalisation de transport de gaz. Un accident se produisant sur une telle infrastructure est en effet susceptible d'avoir des effets graves au bâti ou aux personnes jusqu'à 350 m, selon la nature du matériau transporté. Des dispositions d'urbanisme peuvent être préconisées en conséquence.

## Toponymie
La première partie du nom de la localité provient du bas latin prunetum « lieu planté de pruniers », le village cultivant traditionnellement des prunes.
Le seconde résulte de la juxtaposition avec le nom avec son second bourg fondateur (en termes d'importance), le hameau du Cassereau.
Prunay-Cassereau est devenu le nom officiel de la municipalité peu après la fin de la Première Guerre mondiale, par un décret du 16 août 1919, permettant ainsi une différenciation avec ses 6 communes homophones.

## Histoire

### Révolution française et Empire

#### Nouvelle organisation territoriale
Le décret de l'Assemblée nationale du 12 novembre 1789 décrète qu'« il y aura une municipalité dans chaque ville, bourg, paroisse ou communauté de campagne », mais ce n'est qu'avec le décret de la Convention nationale du 10 brumaire an II (31 octobre 1793) que la paroisse de Prunay-Cassereau devient formellement « commune de Prunay-Cassereau »,.
En 1790, dans le cadre de la création des départements, la municipalité est rattachée au canton de Montoire et au district de Vendôme. Les cantons sont supprimés, en tant que découpage administratif, par une loi du 26 juin 1793, et ne conservent qu'un rôle électoral, permettant l'élection des électeurs du second degré chargés de désigner les députés,. La Constitution du 5 fructidor an III, appliquée à partir de vendémiaire an IV (1795) supprime les districts, considérés comme des rouages administratifs liés à la Terreur, mais maintient les cantons qui acquièrent dès lors plus d'importance en retrouvant une fonction administrative. Enfin, sous le Consulat, un redécoupage territorial visant à réduire le nombre de justices de paix ramène le nombre de cantons en Loir-et-Cher de 33 à 24. Prunay-Cassereau est alors rattachée au canton de Saint-Amand et à l'arrondissement de Vendôme par arrêté du 5 vendémiaire an X (26 septembre 1801),,. Cette organisation va rester inchangée pendant près de 150 ans.

### Époque contemporaine
Le bourg de Prunay provient d'un défrichement de la forêt de Gastines. Il faisait partie du territoire immense de la « Villa de l'Évêque », créée début XIe siècle par Renaud, évêque de Paris et comte de Vendôme.
Les registres paroissiaux de Prunay commencent en 1562.

## Politique et administration

### Découpage territorial
La commune de Prunay-Cassereau est membre de la communauté d'agglomération Territoires Vendômois, un établissement public de coopération intercommunale (EPCI) à fiscalité propre créé le 1er janvier 2017.
Elle est rattachée sur le plan administratif à l'arrondissement de Vendôme, au département de Loir-et-Cher et à la région Centre-Val de Loire, en tant que circonscriptions administratives. Sur le plan électoral, elle est rattachée au canton de Montoire-sur-le-Loir depuis 2015 pour l'élection des conseillers départementaux et à la troisième circonscription de Loir-et-Cher pour les élections législatives.

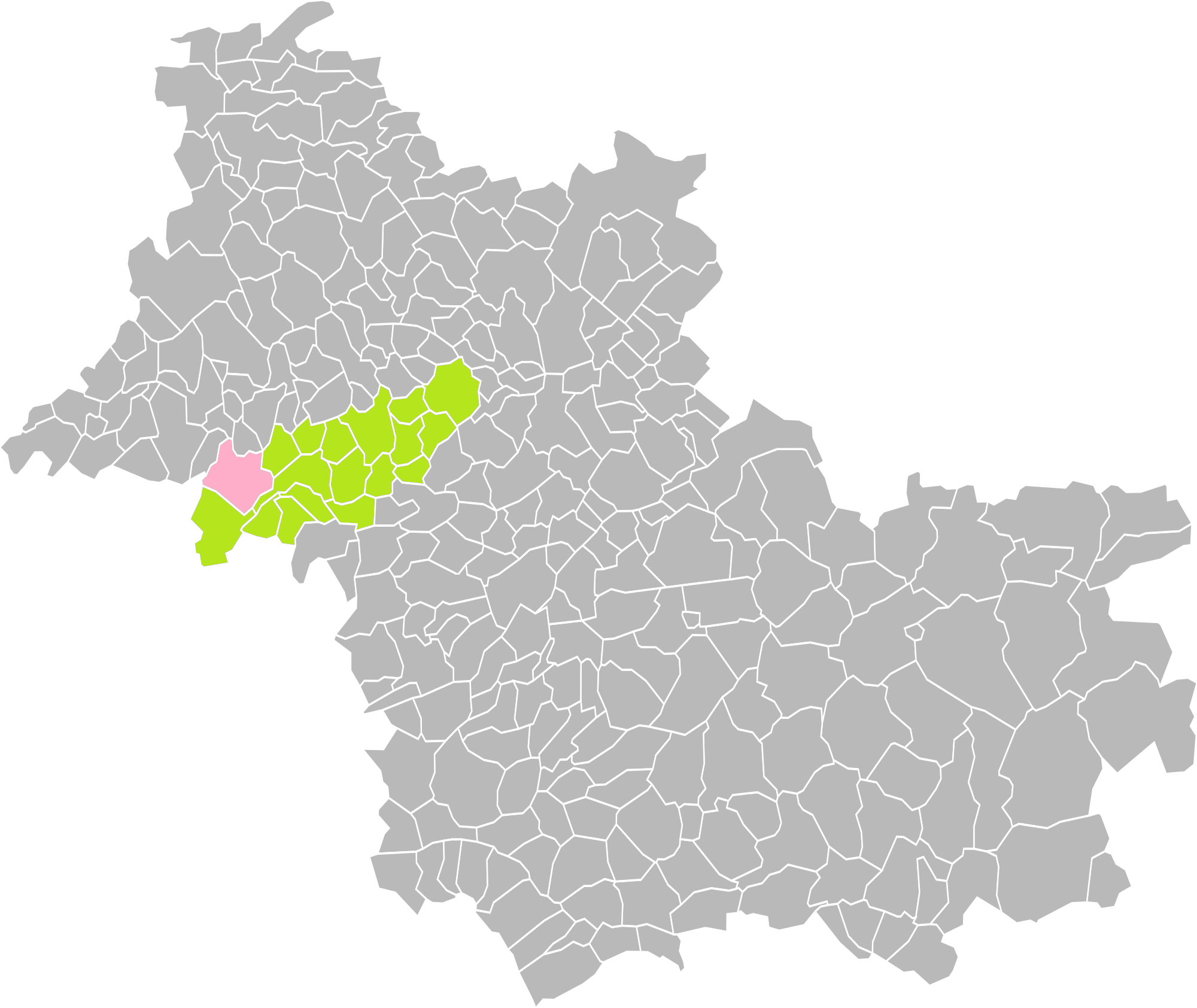
Prunay-Cassereau dans l'intercommunalité en 2016.
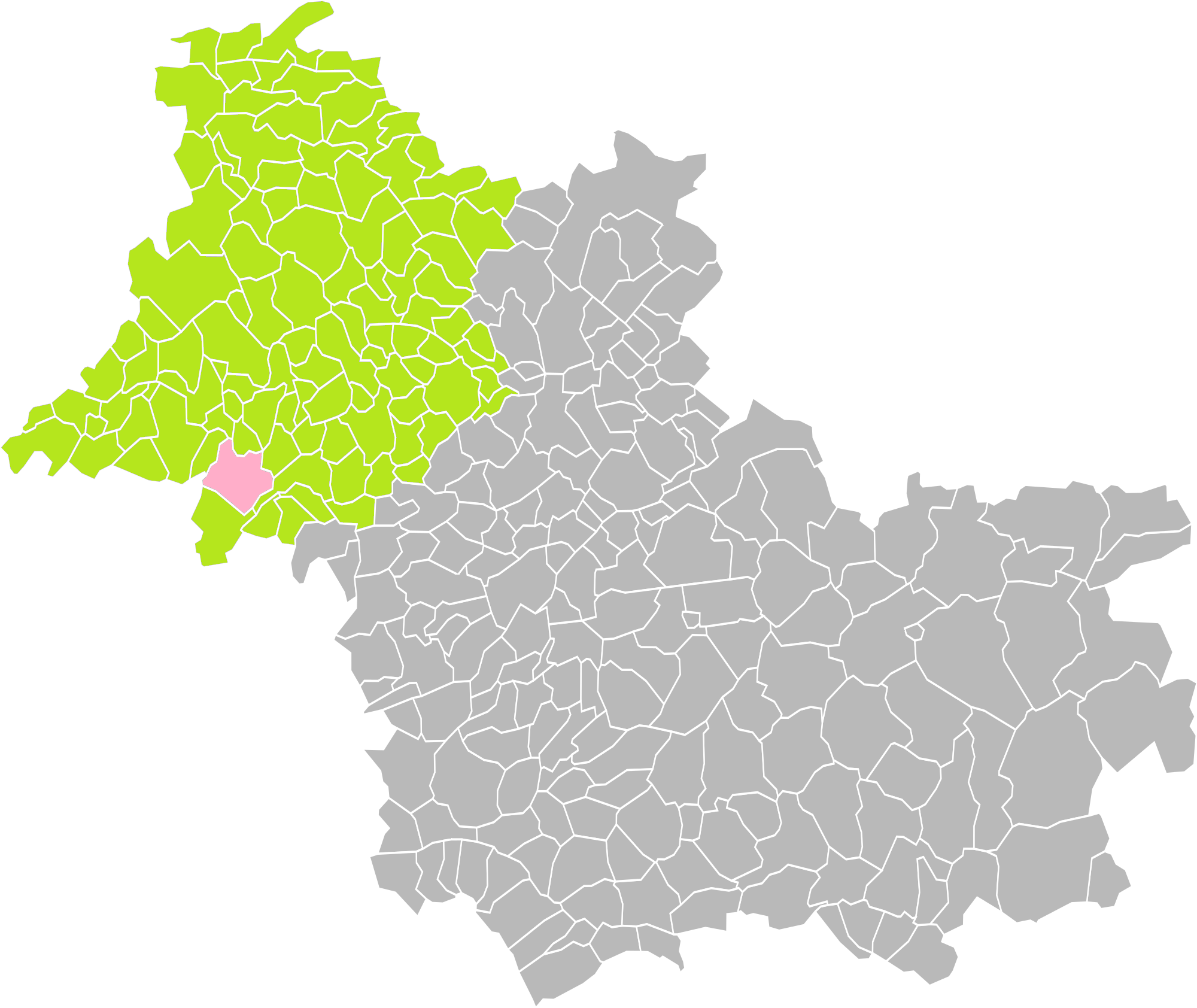
Prunay-Cassereau dans l'arrondissement de Vendôme en 2016.
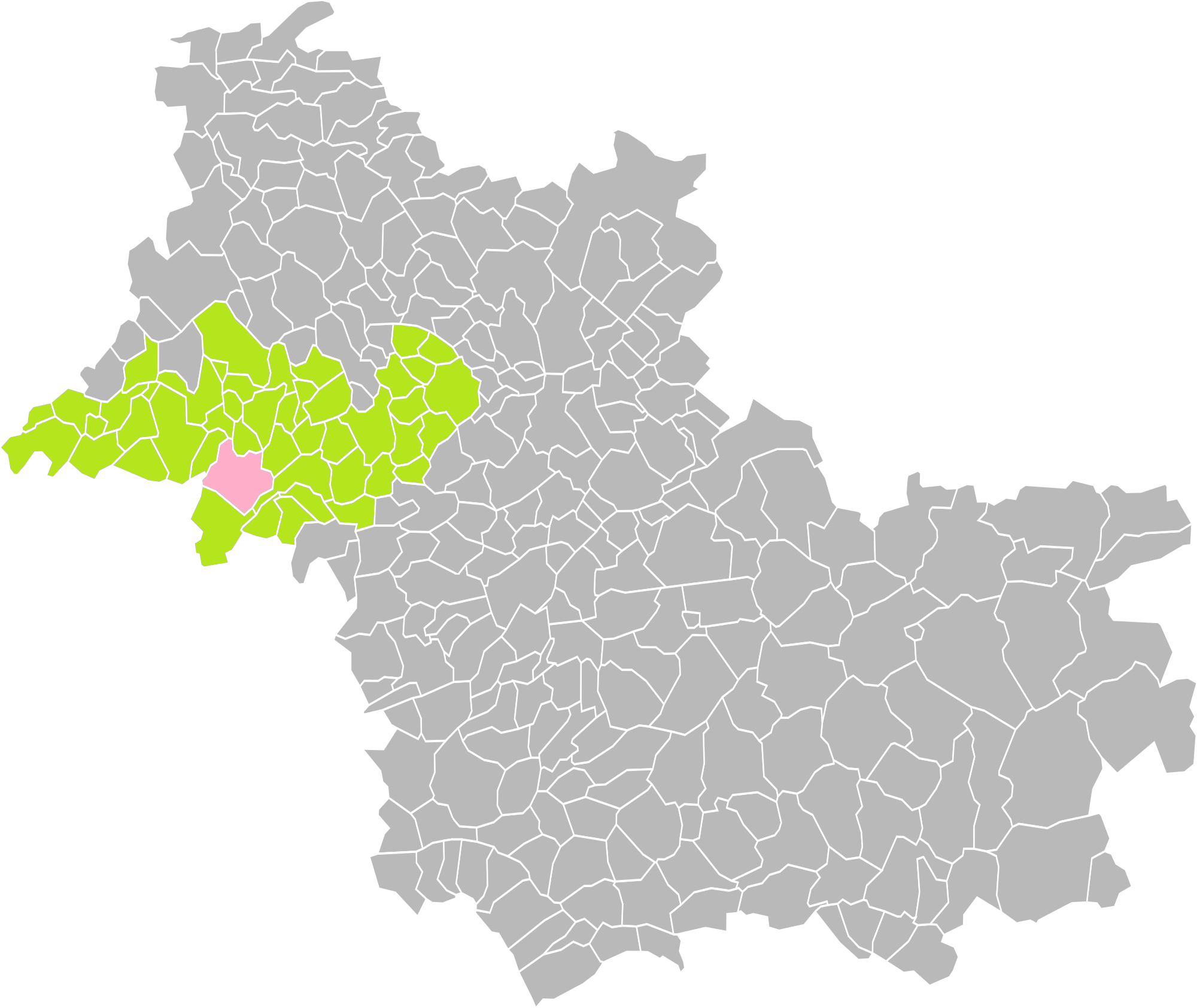
Prunay-Cassereau dans le canton de Montoire-sur-le-Loir en 2016.

### Politique et administration municipale

#### Conseil municipal et maire
Le conseil municipal de Prunay-Cassereau, commune de moins de 1 000 habitants, est élu au scrutin majoritaire plurinominal avec listes ouvertes et panachage. Compte tenu de la population communale, le nombre de sièges au conseil municipal est de 15. Le maire, à la fois agent de l'État et exécutif de la commune en tant que collectivité territoriale, est élu par le conseil municipal au scrutin secret lors de la première réunion du conseil suivant les élections municipales, pour un mandat de six ans, c'est-à-dire pour la durée du mandat du conseil.

## Équipements et services

### Eau et assainissement
L'organisation de la distribution de l'eau potable, de la collecte et du traitement des eaux usées et pluviales relève des communes. La compétence eau et assainissement des communes est un service public industriel et commercial (SPIC).

#### Alimentation en eau potable
Le service d'eau potable comporte trois grandes étapes : le captage, la potabilisation et la distribution d'une eau potable conforme aux normes de qualité fixées pour protéger la santé humaine. En 2019, la commune est membre du syndicat intercommunal d'adduction d'eau potable et d'assainissement de Prunay-Cassereau qui assure le service en régie dont le contrat arrive à échéance le 31 décembre 2022.

#### Assainissement des eaux usées
En 2019, la gestion du service d'assainissement collectif de la commune de Prunay-Cassereau est assurée par le syndicat intercommunal d'adduction d'eau potable et d'assainissement de PRUNAY-CASSEREAU qui a le statut de régie à autonomie financière.
Une station de traitement des eaux usées est en service au 1er janvier 2019 sur le territoire communal : 
« Fontaine Grenier », un équipement utilisant la technique par décantation et lagunage naturel, dont la capacité est de 400 EH, mis en service le 1er décembre 1985.
L'assainissement non collectif (ANC) désigne les installations individuelles de traitement des eaux domestiques qui ne sont pas desservies par un réseau public de collecte des eaux usées et qui doivent en conséquence traiter elles-mêmes leurs eaux usées avant de les rejeter dans le milieu naturel. La communauté d'agglomération Territoires Vendômois assure pour le compte de la commune le service public d'assainissement non collectif (SPANC), qui a pour mission de vérifier la bonne exécution des travaux de réalisation et de réhabilitation, ainsi que le bon fonctionnement et l'entretien des installations.

### Sécurité, justice et secours
La sécurité de la commune est assurée par la brigade de gendarmerie de Saint-Amand-Longpré qui dépend du groupement de gendarmerie départementale de Loir-et-Cher installé à Blois.
En matière de justice, Prunay-Cassereau relève du conseil de prud'hommes de Blois, de la Cour d'appel d'Orléans (juridiction de Blois), de la Cour d'assises de Loir-et-Cher, du tribunal administratif de Blois, du tribunal de commerce de Blois et du tribunal judiciaire de Blois.

## Population et société

### Démographie

#### Évolution démographique
L'évolution du nombre d'habitants est connue à travers les recensements de la population effectués dans la commune depuis 1793. Pour les communes de moins de 10 000 habitants, une enquête de recensement portant sur toute la population est réalisée tous les cinq ans, les populations de référence des années intermédiaires étant quant à elles estimées par interpolation ou extrapolation. Pour la commune, le premier recensement exhaustif entrant dans le cadre du nouveau dispositif a été réalisé en 2008.

En 2022, la commune comptait 587 habitants, en évolution de −5,02 % par rapport à 2016 (Loir-et-Cher : −1,15 %, France hors Mayotte : +2,11 %).
| 1793 | 1800 | 1806 | 1821 | 1831  | 1836  | 1841  | 1846  | 1851  |
| ---- | ---- | ---- | ---- | ----- | ----- | ----- | ----- | ----- |
| 899  | 947  | 912  | 925  | 1 061 | 1 087 | 1 053 | 1 047 | 1 034 |

| 1856  | 1861 | 1866 | 1872 | 1876 | 1881 | 1886 | 1891 | 1896 |
| ----- | ---- | ---- | ---- | ---- | ---- | ---- | ---- | ---- |
| 1 006 | 956  | 951  | 887  | 896  | 881  | 981  | 931  | 950  |

| 1901 | 1906 | 1911 | 1921 | 1926 | 1931 | 1936 | 1946 | 1954 |
| ---- | ---- | ---- | ---- | ---- | ---- | ---- | ---- | ---- |
| 951  | 977  | 966  | 852  | 826  | 814  | 828  | 844  | 768  |

| 1962 | 1968 | 1975 | 1982 | 1990 | 1999 | 2006 | 2008 | 2013 |
| ---- | ---- | ---- | ---- | ---- | ---- | ---- | ---- | ---- |
| 752  | 656  | 573  | 557  | 520  | 607  | 636  | 644  | 627  |

| 2018 | 2022 | - | - | - | - | - | - | - |
| ---- | ---- | - | - | - | - | - | - | - |
| 607  | 587  | - | - | - | - | - | - | - |

#### Pyramide des âges
La population de la commune est relativement jeune.
En 2018, le taux de personnes d'un âge inférieur à 30 ans s'élève à 35,7 %, soit au-dessus de la moyenne départementale (31,3 %). À l'inverse, le taux de personnes d'âge supérieur à 60 ans est de 24,6 % la même année, alors qu'il est de 31,6 % au niveau départemental.
En 2018, la commune comptait 319 hommes pour 288 femmes, soit un taux de 52,55 % d'hommes, largement supérieur au taux départemental (48,55 %).
Les pyramides des âges de la commune et du département s'établissent comme suit.
| Hommes | Classe d’âge | Femmes |
| ------ | ------------ | ------ |
| 1,9    | 90 ou +      | 1,4    |
| 6,9    | 75-89 ans    | 7,6    |
| 15,4   | 60-74 ans    | 16,0   |
| 21,3   | 45-59 ans    | 21,2   |
| 18,8   | 30-44 ans    | 18,1   |
| 16,0   | 15-29 ans    | 16,7   |
| 19,7   | 0-14 ans     | 19,1   |

| Hommes | Classe d’âge | Femmes |
| ------ | ------------ | ------ |
| 1,1    | 90 ou +      | 2,6    |
| 9,2    | 75-89 ans    | 11,9   |
| 19,7   | 60-74 ans    | 20,4   |
| 20,7   | 45-59 ans    | 20     |
| 16,5   | 30-44 ans    | 16,2   |
| 15,2   | 15-29 ans    | 13,2   |
| 17,6   | 0-14 ans     | 15,7   |

## Économie

### Secteurs d'activité
Le tableau ci-dessous détaille le nombre d'entreprises implantées à Prunay-Cassereau selon leur secteur d'activité et le nombre de leurs salariés :
|                                                              | total | % com (% dep) | 0 salarié | 1 à 9 salarié(s) | 10 à 19 salariés | 20 à 49 salariés | 50 salariés ou plus |
| ------------------------------------------------------------ | ----- | ------------- | --------- | ---------------- | ---------------- | ---------------- | ------------------- |
| Ensemble                                                     | 66    | 100,0 (100)   | 53        | 12               | 0                | 0                | 1                   |
| Agriculture, sylviculture et pêche                           | 27    | 40,9 (11,8)   | 25        | 2                | 0                | 0                | 0                   |
| Industrie                                                    | 4     | 6,1 (6,5)     | 2         | 1                | 0                | 0                | 1                   |
| Construction                                                 | 9     | 13,6 (10,3)   | 3         | 6                | 0                | 0                | 0                   |
| Commerce, transports, services divers                        | 21    | 31,8 (57,9)   | 20        | 1                | 0                | 0                | 0                   |
| dont commerce et réparation automobile                       | 8     | 12,1 (17,5)   | 8         | 0                | 0                | 0                | 0                   |
| Administration publique, enseignement, santé, action sociale | 5     | 7,6 (13,5)    | 3         | 2                | 0                | 0                | 0                   |
| Champ : ensemble des activités.                              |       |               |           |                  |                  |                  |                     |

Le secteur agricole est important puisqu'il représente 40,9 % du nombre d'entreprises de la commune (27 sur 66), contre 11,8 % au niveau départemental. 
Sur les 66 entreprises implantées à Prunay-Cassereau en 2016, 53 ne font appel à aucun salarié, 12 comptent 1 à 9 salariés,
Au 1er juillet 2017, la commune est classée en zone de revitalisation rurale (ZRR), un dispositif visant à aider le développement des territoires ruraux principalement à travers des mesures fiscales et sociales. Des mesures spécifiques en faveur du développement économique s'y appliquent également

### Agriculture
En 2010, l'orientation technico-économique de l'agriculture sur la commune est diverses cultures (hors céréales et oléoprotéagineux, fleurs et fruits). Le département a perdu près d'un quart de ses exploitations en 10 ans, entre 2000 et 2010 (c'est le département de la région Centre-Val de Loire qui en compte le moins). Cette tendance se retrouve également au niveau de la commune où le nombre d'exploitations est passé de 38 en 1988 à 28 en 2000 puis à 26 en 2010. Parallèlement, la taille de ces exploitations augmente, passant de 63 ha en 1988 à 111 ha en 2010. 
Le tableau ci-dessous présente les principales caractéristiques des exploitations agricoles de Prunay-Cassereau, observées sur une période de 22 ans : 
|                                      | 1988                 | 2000                 | 2010                 |
| Dimension économique                 | Dimension économique | Dimension économique | Dimension économique |
| ------------------------------------ | -------------------- | -------------------- | -------------------- |
| Nombre d'exploitations (u)           | 38                   | 28                   | 26                   |
| Travail (UTA)                        | 61                   | 38                   | 32                   |
| Surface agricole utilisée (ha)       | 2 401                | 2 550                | 2 893                |
| Cultures                             |                      |                      |                      |
| Terres labourables (ha)              | 2 187                | 2 436                | 2 621                |
| Céréales (ha)                        | 1448                 | 1402                 | 1696                 |
| dont blé tendre (ha)                 | 1000                 | 961                  | 1227                 |
| dont maïs-grain et maïs-semence (ha) | 242                  | 108                  | 37                   |
| Tournesol (ha)                       | 204                  | s                    | 95                   |
| Colza et navette (ha)                | 247                  | 395                  | s                    |
| Élevage                              |                      |                      |                      |
| Cheptel (UGBTA)                      | 1095                 | 1200                 | 1092                 |

.

#### Produits labellisés

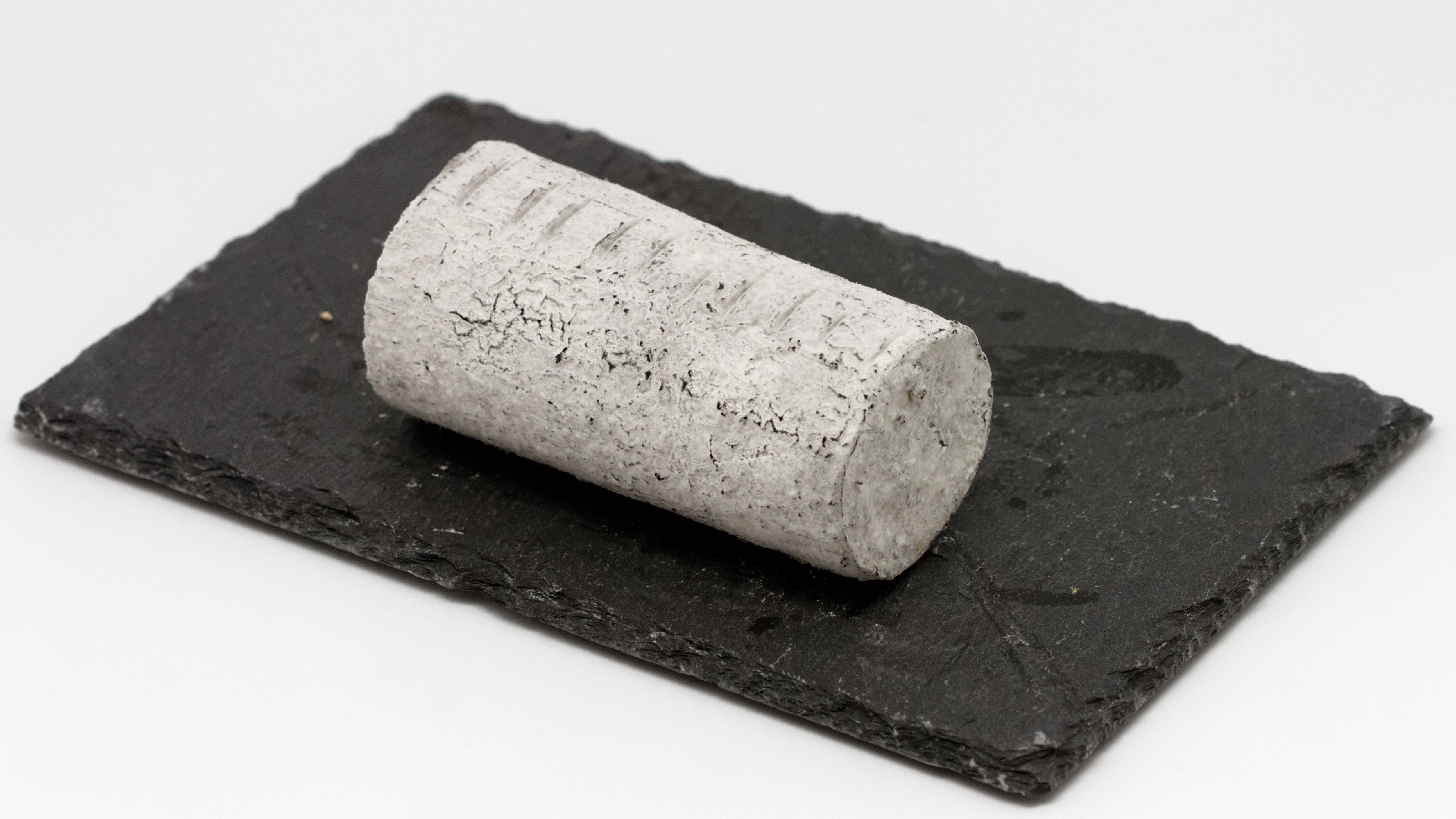
Sainte-maure-de-touraine.

La commune de Prunay-Cassereau est située dans l'aire de l'appellation d'origine protégée (AOP) d'un produit : un fromage (le Sainte-maure-de-touraine) de Touraine.
Le territoire de la commune est également intégré aux aires de productions de divers produits bénéficiant d'une indication géographique protégée (IGP) : les rillettes de Tours, le vin Val-de-loire, les volailles de l’Orléanais et les volailles du Maine,.

## Culture locale et patrimoine

### Lieux et monuments
- Le Cassereau, hameau sur la D 9, à la limite d'Authon, où se trouvait une halte sur la ligne Sargé-sur-Braye - Château-Renault, aujourd'hui intégralement déposée.
- La construction de l'église remonte au XIe siècle mais elle a été remaniée à différentes époques. Sa nef est du XVe siècle. Elle fut d'abord dédiée à saint Pierre puis à saint Jean-Baptiste.
- Depuis 2010, une guinguette a ouvert au bord de l'étang municipal. Cette dernière propose d'avril à octobre des animations diverses et variées. Le camping est également situé en bordure de l'étang.

### Héraldique
|  | Les armoiries de Prunay-Cassereau se blasonnent ainsi : D'argent au créquier de sinople fruité de pourpre, au franc-canton du même chargé d'une croix du champ, à la champagne d'azur chargée d'une rosse (poisson) d'argent. Création J.P. Fernon - A. Motheron (1993). |

### Personnalités liées à la commune
- Marie Connan, sacrée championne du monde de boxe IBO des poids mouches[87], à l'issue d'un combat face à l'argentine Ayelen Micaela Alejandra Granadino, le 27 avril 2024, à Vendôme[88].